# Депутати ВР УРСР 7-го скликання
12 березня 1967 р. обрано 469 депутатів
| Прізвище, ім'я, по-батькові         | Де обрано                 | Виборчий округ                  | Номер округу | Посада на час обрання | Примітки                 |
| ----------------------------------- | ------------------------- | ------------------------------- | ------------ | --- | ------------------------ |
| Абрамчук Ганна Іванівна             | Хмельницька область       | Деражнянський                   | 416          | Голова колгоспу імені Шевченка Деражнянського району                                                                                |                          |
| Авілов Олег Володимирович           | Вінницька область         | Шаргородський                   | 35           | Завідувач відділу хімічної промисловості та нафтопереробки ЦК КПУ                                                                   |                          |
| Ададурова Ганна Петрівна            | Запорізька область        | Оріхівський                     | 167          | Ланкова колгоспу «Ленінським шляхом» Оріхівського району                                                                            |                          |
| Азаров Володимир Миколайович        | Луганська область         | Новопсковський                  | 250          | 2-й секретар Луганського обласного комітету КПУ                                                                                     |                          |
| Азаров Микола Трифонович            | Донецька область          | Шахтарський                     | 116          | Бригадир бригади робітників очисного вибою шахти «Постниківська» № 1 тресту «Шахтарськантрацит»                                     |                          |
| Алечко Марія Михайлівна             | Закарпатська область      | Тячівський                      | 150          | Доярка колгоспу імені Леніна Тячівського району                                                                                     |                          |
| Алмазова Любов Михайлівна           | Луганська область         | Кам'янобрідський                | 231          | Ткаля Луганського тонкосуконного комбінату                                                                                          |                          |
| Андреєвський Валентин Павлович      | Харківська область        | Червонозаводський               | 383          | Бригадир комплексної бригади регулювальників Харківського електромеханічного заводу                                                 |                          |
| Андріанов Володимир Миколайович     | Миколаївська область      | Ленінський                      | 284          | Директор Миколаївського суднобудівного заводу імені 61-го Комунара                                                                  |                          |
| Андріанов Сергій Миколайович        | Дніпропетровська область  | Петровський                     | 53           | Заступник голови Ради Міністрів УРСР, голова Держбуду УРСР                                                                          |                          |
| Андрієнко Леонід Васильович         | Вінницька область         | Липовецький                     | 25           | Завідувач сільськогосподарського відділу ЦК КПУ                                                                                     |                          |
| Ануфрієва Ольга Сергіївна           | Київ                      | Шевченківський                  | 13           | Розкрійниця 6-ї Київської взуттєвої фабрики                                                                                         |                          |
| Апостол Олександр Петрович          | Вінницька область         | Могилів-Подільський             | 16           | Ланковий колгоспу «Україна» Могилів-Подільського району                                                                             |                          |
| Арендар Петро Савич                 | Чернігівська область      | Ніжинський                      | 454          | 1-й секретар Ніжинського районного комітету КПУ                                                                                     |                          |
| Бабенко Ніна Іванівна               | Полтавська область        | Решетилівський                  | 331          | Завідувач ферми колгоспу імені Жданова Решетилівського району                                                                       |                          |
| Бабич Дмитро Іванович               | Житомирська область       | Андрушівський                   | 130          | Ланковий колгоспу «Перемога» Андрушівського району                                                                                  |                          |
| Бабійчук Ростислав Володимирович    | Миколаївська область      | Баштанський                     | 287          | Міністр культури УРСР |                          |
| Багратуні Георгій Рубенович         | Дніпропетровська область  | Павлоградський                  | 68           | Міністр монтажних і спеціальних будівельних робіт УРСР                                                                              |                          |
| Бажан Микола Платонович             | Луганська область         | Ровеньківський                  | 242          | Поет, головний редактор Української радянської енциклопедії, академік АН УРСР                                                       |                          |
| Бажанов Юрій Павлович               | Харківська область        | Чугуївський                     | 399          | Начальник Військової Артилерійської радіотехнічної академії ППО, маршал артилерії                                                   |                          |
| Базилевич Наталія Карпівна          | Харківська область        | Краснокутський                  | 395          | Бригадир колгоспу «Маяк» Краснокутського району                                                                                     |                          |
| Бакланов Григорій Митрофанович      | Ровенська область         | Ровенський міський              | 334          | Міністр промисловості будівельних матеріалів УРСР                                                                                   |                          |
| Балагурак Марія Степанівна          | Івано-Франківська область | Косівський                      | 177          | Килимниця Косівської фабрики художніх виробів імені Шевченка                                                                        |                          |
| Бандровський Генріх Йосипович       | Львівська область         | Львівський-Центральний          | 260          | 1-й секретар Львівського міського комітету КПУ                                                                                      |                          |
| Баранова Килина Григорівна          | Сумська область           | Путивльський                    | 356          | Ланкова колгоспу «Перше травня» Буринського району                                                                                  |                          |
| Барановський Анатолій Максимович    | Полтавська область        | Лохвицький                      | 326          | Міністр фінансів УРСР |                          |
| Барильник Тимофій Григорович        | Миколаївська область      | Братський                       | 288          | Голова виконкому Миколаївської обласної ради                                                                                        |                          |
| Баталов Григорій Михайлович         | Чернігівська область      | Бахмацький                      | 456          | Командувач 1-ї Окремої армії Київського військового округу, генерал-лейтенант                                                       |                          |
| Беднягін Анатолій Іванович          | Одеська область           | Роздільнянський                 | 312          | Член Військової ради — начальник Політуправління Одеського військового округу, генерал-лейтенант                                    |                          |
| Бедрус Олена Юріївна                | Івано-Франківська область | Івано-Франківський              | 175          | Доярка колгоспу «Правда» Івано-Франківського району                                                                                 |                          |
| Безклинська Ганна Яківна            | Полтавська область        | Кременчуцький                   | 325          | Старший зоотехнік колгоспу імені Мічуріна Кременчуцького району                                                                     |                          |
| Безрук Павло Федорович              | Івано-Франківська область | Снятинський                     | 181          | 2-й секретар Івано-Франківського обласного комітету КПУ                                                                             |                          |
| Білецький Микола Данилович          | Донецька область          | Селидівський                    | 111          | Прохідник шахтоуправління № 10 «Курахівка» тресту «Селидіввугілля»                                                                  |                          |
| Білоколос Дмитро Захарович          | Донецька область          | Торезький                       | 114          | Міністр закордонних справ УРСР |                          |
| Білоконь Олександра Григорівна      | Дніпропетровська область  | Центрально-Міський              | 63           | Завідувач навчальної частини середньої школи № 12 м. Кривого Рогу                                                                   |                          |
| Білоус Мечислав Дмитрович           | Вінницька область         | Хмільницький                    | 34           | Голова колгоспу «Дружба» Хмільницького р-ну                                                                                         |                          |
| Біляков Олександр Павлович          | Івано-Франківська область | Івано-Франківський міський      | 169          | Слюсар Івано-Франківського приладобудівного заводу                                                                                  | 22 червня 1969 помер     |
| Біров Антонін Олександрович         | Закарпатська область      | Виноградівський                 | 145          | Голова колгоспу «Прикордонник» Виноградівського району                                                                              |                          |
| Бойко Костянтин Петрович            | Чернігівська область      | Щорський                        | 469          | Керуючий справами Ради Міністрів УРСР                                                                                               |                          |
| Бойко Степан Карпович               | Полтавська область        | Диканський                      | 321          | Голова виконкому Полтавської обласної ради                                                                                          |                          |
| Бойцун Стефанія Костянтинівна       | Тернопільська область     | Тернопільський                  | 361          | Голова колгоспу «Червоний маяк» Тернопільського району                                                                              |                          |
| Бондар Володимир Васильович         | Черкаська область         | Городищенський                  | 431          | Слюсар Городищенського цукрового комбінату                                                                                          |                          |
| Бондар Ніна Михайлівна              | Херсонська область        | Комсомольський                  | 401          | Бригадир малярів Херсонського суднобудівного заводу                                                                                 |                          |
| Братченко Іван Іович                | Львівська область         | Турківський                     | 281          | Міністр автомобільного транспорту і шосейних шляхів УРСР                                                                            |                          |
| Брацлавська Марія Харитонівна       | Вінницька область         | Немирівський                    | 28           | Доярка колгоспу «Україна» Немирівського району                                                                                      |                          |
| Бугаєнко Леонід Григорович          | Вінницька область         | Погребищенський                 | 29           | Голова виконкому Вінницької обласної ради                                                                                           |                          |
| Бурка Михайло Йосипович             | Київ                      | Ленінградський                  | 5            | Голова виконкому Київської міської ради                                                                                             |                          |
| Бурлака Олексій Іванович            | Волинська область         | Луцький                         | 37           | Бригадир слюсарів-монтажників Луцького будівельного управління № 72                                                                 |                          |
| Бурмистров Олександр Олександрович  | Донецька область          | Добропільський                  | 93           | Завідувач відділу важкої промисловості ЦК КПУ                                                                                       |                          |
| Бутенко Григорій Прокопович         | Ровенська область         | Сарненський                     | 344          | Заступник голови Ради Міністрів УРСР                                                                                                |                          |
| Варава Борис Панасович              | Донецька область          | Орджонікідзевський              | 100          | Старший горновий Ждановського металургійного заводу «Азовсталь»                                                                     |                          |
| Василів Олексій Федорович           | Львівська область         | Стрийський                      | 265          | Буровий майстер по ремонту свердловин Стрийського газопромислового управління                                                       |                          |
| Васляєв Володимир Олександрович     | Миколаївська область      | Врадіївський                    | 290          | 2-й секретар Миколаївського обласного комітету КПУ                                                                                  |                          |
| Ватченко Олексій Федосійович        | Дніпропетровська область  | Магдалинівський                 | 71           | 1-й секретар Дніпропетровського обласного комітету КПУ                                                                              |                          |
| Вахула Михайло Георгійович          | Львівська область         | Львівський-Жовтневий            | 257          | Токар Львівського заводу автонавантажувачів                                                                                         |                          |
| Ващенко Віра Марківна               | Полтавська область        | Кременчуцький міський           | 318          | Слюсар Крюківського вагонобудівного заводу                                                                                          |                          |
| Ведута Павло Пилипович              | Одеська область           | Березівський                    | 306          | Голова колгоспу імені ХХІІ з'їзду КПРС Березівського району                                                                         |                          |
| Винокурова Галина-Іванна Михайлівна | Львівська область         | Миколаївський                   | 272          | Старший апаратник Роздольського гірничо-хімічного комбінату                                                                         |                          |
| Вівдиченко Іван Іванович            | Житомирська область       | Коростишівський                 | 135          | Завідувач відділу організаційно-партійної роботи ЦК КПУ                                                                             |                          |
| Вілєсов Геннадій Іванович           | Луганська область         | Рубіжанський                    | 243          | Міністр хімічної промисловості УРСР                                                                                                 |                          |
| Віцюк Ольга Іванівна                | Київ                      | Червоноармійський               | 11           | Шліфувальниця Київської меблевої фабрики імені Боженка                                                                              |                          |
| Власенко Георгій Юхимович           | Харківська область        | Жовтневий                       | 375          | Голова виконкому Харківської міської ради                                                                                           | 19 лютого 1969 помер     |
| Власов Василь Іванович              | Київ                      | Щербаковський                   | 14           | Директор Київського машинобудівного заводу імені Артема                                                                             |                          |
| Вовк Текля Юріївна                  | Львівська область         | Жидачівський                    | 269          | Доярка радгоспу «Ходорівський» Жидачівського району                                                                                 |                          |
| Вовк Яків Кононович                 | Черкаська область         | Шполянський                     | 443          | Комбайнер колгоспу імені Петровського Шполянського району                                                                           |                          |
| Воробець Марта Михайлівна           | Івано-Франківська область | Рогатинський                    | 179          | Ланкова колгоспу імені Маяковського Рогатинського району                                                                            |                          |
| Воронін Павло Пантелеймонович       | Одеська область           | Біляївський                     | 307          | 2-й секретар Одеського обласного комітету КПУ                                                                                       |                          |
| Воротников Сергій Іларіонович       | Луганська область         | Перевальський                   | 251          | Бригадир комплексної бригади робітників очисного вибою шахти імені Косіора тресту «Комунарськвугілля»                               |                          |
| В'юницький Петро Якович             | Чернігівська область      | Срібнянський                    | 467          | Бригадир колгоспу імені Калініна Варвинського району                                                                                |                          |
| В'ялова Людмила Іванівна            | Кримська область          | Кіровський                      | 224          | Свинарка радгоспу «Семисотка» Ленінського району                                                                                    |                          |
| Гаврик Марія Миколаївна             | Полтавська область        | Семенівський                    | 332          | Ланкова радгоспу імені Куйбишева Оржицького району                                                                                  |                          |
| Гаврилова Тетяна Андріївна          | Черкаська область         | Тальнівський                    | 439          | Головний агроном радгоспу Тальнівського цукрокомбінату                                                                              |                          |
| Гаєвський Юрій Федорович            | Одеська область           | Болградський                    | 308          | Завідувач відділу легкої і харчової промисловості ЦК КПУ                                                                            |                          |
| Гаркуша Микола Андрійович           | Херсонська область        | Голопристанський                | 408          | Міністр меліорації і водного господарства УРСР                                                                                      |                          |
| Гедзун Наталія Григорівна           | Черкаська область         | Христинівський                  | 440          | Ланкова колгоспу імені ХХ з'їзду КПРС Монастирищенського району                                                                     |                          |
| Герасимчук Василь Макарович         | Волинська область         | Володимир-Волинський            | 40           | Голова колгоспу «Комсомолець» Володимир-Волинського району                                                                          |                          |
| Геращенко Віра Данилівна            | Харківська область        | Богодухівський                  | 389          | Зоотехнік колгоспу «Вперед» Богодухівського району                                                                                  |                          |
| Гетьманенко Іван Григорович         | Харківська область        | Сахновщинський                  | 398          | 1-й секретар Сахновщинського районного комітету КПУ                                                                                 |                          |
| Гиндич Трохим Олександрович         | Черкаська область         | Маньківський                    | 438          | Голова колгоспу імені Близнюка Маньківського району                                                                                 |                          |
| Гідікова Ганна Іванівна             | Одеська область           | Ізмаїльський                    | 310          | Доярка колгоспу «Прогрес» Ізмаїльського району                                                                                      |                          |
| Глазков Володимир Михайлович        | Харківська область        | Залізничний                     | 376          | Машиніст-інструктор локомотивного депо імені Кірова станції Основа                                                                  | 29 квітня 1969 помер     |
| Глух Федір Кирилович                | Чернігівська область      | Новгород-Сіверський             | 464          | Прокурор УРСР |                          |
| Глухов Захар Миколайович            | Донецька область          | Мар'їнський                     | 122          | 1-й секретар Мар'їнського районного комітету КПУ                                                                                    |                          |
| Глушков Віктор Михайлович           | Одеська область           | Університетський                | 300          | Віце-президент АН УРСР, директор Інституту кібернетики АН УРСР                                                                      |                          |
| Глущенко Анатолій Павлович          | Донецька область          | Ясинуватський                   | 125          | Тракторист колгоспу «Рассвет» Ясинуватського району                                                                                 |                          |
| Голобородько Ілля Іванович          | Херсонська область        | Бериславський                   | 404          | Керуючий справами ЦК КПУ |                          |
| Головатюк Іван Пилипович            | Тернопільська область     | Чортківський                    | 372          | Машиніст тепловоза локомотивного депо станції Чортків                                                                               |                          |
| Головкін Василь Якович              | Донецька область          | Старобешівський                 | 124          | Член Військової ради — начальник Політуправління Київського військового округу, генерал-лейтенант                                   |                          |
| Головко Катерина Іванівна           | Кіровоградська область    | Кремгесівський                  | 201          | Бульдозеристка управління будівництва комбінату «Дніпроенергобудіндустрія»                                                          |                          |
| Головченко Іван Харитонович         | Луганська область         | Кіровський                      | 236          | Міністр охорони громадського порядку УРСР                                                                                           |                          |
| Гонда Михайло Степанович            | Донецька область          | Іллічівський                    | 99           | Сталевар Ждановського металургійного заводу імені Ілліча                                                                            |                          |
| Гончарова Зоя Юхимівна              | Херсонська область        | Великоолександрівський          | 406          | Завідувач Золотобалківської дільничної лікарні Нововоронцовського району                                                            |                          |
| Горбач Михайло Іванович             | Чернігівська область      | Прилуцький                      | 455          | Комбайнер колгоспу «Правда» Прилуцького району                                                                                      |                          |
| Горпинич Любов Наумівна             | Житомирська область       | Олевський                       | 139          | Формувальниця Олевського фарфорового заводу                                                                                         |                          |
| Грабовський Олександр Володимирович | Київська область          | Чорнобильський                  | 198          | Голова колгоспу імені Леніна Чорнобильського району                                                                                 |                          |
| Григоращук Василь Петрович          | Чернівецька область       | Кіцманський                     | 449          | Голова колгоспу імені Леніна Кіцманського району                                                                                    |                          |
| Григор'єв Михайло Григорович        | Вінницька область         | Гайсинський                     | 20           | Командувач 43-ї Вінницької Ракетної армії, генерал-лейтенант                                                                        |                          |
| Гридасов Дмитро Матвійович          | Донецька область          | Волноваський                    | 119          | Голова виконкому Донецької обласної ради                                                                                            |                          |
| Грисенко Микола Васильович          | Сумська область           | Охтирський                      | 355          | 1-й секретар Охтирського районного комітету КПУ                                                                                     |                          |
| Грицук Надія Іванівна               | Вінницька область         | Вінницький                      | 19           | Рафінер Вінницького жироолійного комбінату                                                                                          |                          |
| Гришина Марія Федорівна             | Херсонська область        | Новокаховський                  | 403          | Бригадир виноградарів винорадгоспу «Таврія» (м. Нова Каховка)                                                                       |                          |
| Громаков Григорій Петрович          | Донецька область          | Макіївський-Кіровський          | 107          | Старший вальцювальник Макіївського металургійного заводу імені Кірова                                                               |                          |
| Громійчук Пелагея Тимофіївна        | Кіровоградська область    | Новоархангельський              | 208          | Ланкова-буряковод колгоспу імені ХХ з'їзду КПРС Голованівського району                                                              |                          |
| Грунянський Іван Іванович           | Закарпатська область      | Ужгородський                    | 142          | Міністр лісової, целюлозно-паперової і деревообробної промисловості УРСР                                                            |                          |
| Гужва Микола Матвійович             | Харківська область        | Московський                     | 380          | Слюсар Харківського моторобудівного заводу «Серп і Молот»                                                                           |                          |
| Гузєв Віктор Степанович             | Запорізька область        | Запорізький-Орджонікідзевський  | 155          | Сталевар Запорізького заводу «Дніпроспецсталь»                                                                                      |                          |
| Гуляєв Данило Маркіянович           | Луганська область         | Станично-Луганський             | 255          | 1-й секретар Станично-Луганського райкому КПУ                                                                                       |                          |
| Гура Катерина Михайлівна            | Харківська область        | Люботинський                    | 396          | Ланкова радгоспу «Пісочинський» Харківського району                                                                                 |                          |
| Гуреєв Микола Михайлович            | Луганська область         | Старобільський                  | 256          | Голова виконкому Луганської обласної ради                                                                                           |                          |
| Гуржій Катерина Миколаївна          | Кримська область          | Сакський                        | 227          | Робітниця радгоспу «Саки» Сакського району                                                                                          |                          |
| Гурін Анатолій Олександрович        | Сумська область           | Тростянецький                   | 360          | Машиніст-інструктор локомотивних бригад депо станції Смородине                                                                      |                          |
| Давиденко Лідія Федотівна           | Луганська область         | Сватівський                     | 252          | Ланкова колгоспу імені Леніна Сватівського району                                                                                   |                          |
| Даденков Юрій Миколайович           | Харківська область        | Дзержинський                    | 374          | Міністр вищої і середньої спеціальної освіти УРСР                                                                                   |                          |
| Дегтярьов Іван Іванович             | Луганська область         | Свердловський міський           | 244          | Бригадир прохідників шахтоуправління № 66-67 тресту «Свердловвугілля»                                                               |                          |
| Демидов Віктор Митрофанович         | Чернігівська область      | Чернігівський                   | 468          | 2-й секретар Чернігівського обласного комітету КПУ                                                                                  |                          |
| Демчак Зінаїда Лук'янівна           | Хмельницька область       | Городоцький                     | 415          | Доярка колгоспу імені Островського Городоцького району                                                                              |                          |
| Демченко Анастасія Іванівна         | Полтавська область        | Пирятинський                    | 329          | Свинарка колгоспу «Авангард» Пирятинського району                                                                                   |                          |
| Дикін Олексій Іванович              | Донецька область          | Пролетарський                   | 84           | Начальник територіального Головного управління по будівництву «Головдонбасбуд»                                                      |                          |
| Дикусаров Володимир Григорович      | Закарпатська область      | Берегівський                    | 144          | 2-й секретар Закарпатського обласного комітету КПУ                                                                                  |                          |
| Диптан Ольга Климівна               | Київська область          | Васильківський                  | 188          | Ланкова колгоспу імені Ілліча Васильківського району                                                                                |                          |
| Добрик Віктор Федорович             | Дніпропетровська область  | Заводський                      | 56           | 1-й секретар Дніпродзержинського міського комітету КПУ                                                                              |                          |
| Долгов Степан Іванович              | Донецька область          | Горлівський-Микитівський        | 89           | Бригадир бригади прохідників шахти № 2-біс Микитівського ртутного комбінату                                                         |                          |
| Долинюк Євгенія Олексіївна          | Тернопільська область     | Борщівський                     | 363          | Ланкова колгоспу імені ХХІІ з'їзду КПРС Борщівського району                                                                         |                          |
| Долібець Федір Данилович            | Житомирська область       | Дзержинський                    | 132          | Голова колгоспу «Україна» Дзержинського району                                                                                      |                          |
| Дорохович Микола Юхимович           | Одеська область           | Київський                       | 297          | Бригадир вантажників Іллічівського морського порту                                                                                  |                          |
| Дрозденко Василь Іванович           | Черкаська область         | Черкаський міський              | 428          | Секретар ЦК КПУ |                          |
| Дубовий Тимофій Пилипович           | Одеська область           | Білгород-Дністровський          | 302          | Бригадир винорадгоспу «Шабо» Білгород-Дністровського району                                                                         |                          |
| Дупко Ельвіра Павлівна              | Закарпатська область      | Свалявський                     | 149          | Полірувальниця меблів Свалявського лісокомбінату                                                                                    |                          |
| Дядик Віктор Іванович               | Луганська область         | Первомайський                   | 241          | Начальник шахти № 2 «Золоте» тресту «Первомайськвугілля»                                                                            |                          |
| Ерфан Павло Петрович                | Закарпатська область      | Хустський                       | 151          | Тракторист колгоспу «Ленінський шлях» Хустського району                                                                             |                          |
| Єгудін Ілля Абрамович               | Кримська область          | Красногвардійський              | 225          | Голова колгоспу «Дружба народів» Красногвардійського району                                                                         |                          |
| Єкименко Таїсія Андріївна           | Сумська область           | Шосткинський                    | 348          | Робітниця Шосткинського заводу хімічних реактивів                                                                                   |                          |
| Єльченко Юрій Никифорович           | Харківська область        | Куп'янський                     | 385          | 1-й секретар ЦК ЛКСМУ |                          |
| Єременко Анатолій Петрович          | Івано-Франківська область | Калуський                       | 176          | Міністр місцевої промисловості УРСР                                                                                                 | 13 липня 1970 помер      |
| Єрмаченко Петро Семенович           | Луганська область         | Вахрушівський                   | 246          | Керуючий тресту «Краснолучвугілля»                                                                                                  |                          |
| Єрмаш Валентина Максимівна          | Донецька область          | Дебальцівський                  | 91           | Черговий електромонтер вагонного депо станції Дебальцеве-Сортувальна                                                                |                          |
| Єфімов Олександр Миколайович        | Хмельницька область       | Чемеровецький                   | 426          | Командувач 57-ї повітряної армії Прикарпатського військового округу, генерал-лейтенант авіації                                      |                          |
| Желюк Пилип Олексійович             | Вінницька область         | Тульчинський                    | 33           | Голова колгоспу імені Суворова Тульчинського району                                                                                 |                          |
| Жилін Борис Олексійович             | Дніпропетровська область  | Новомосковський                 | 66           | Майстер машинного доїння корів радгоспу «Вільнянський» Новомосковського району                                                      |                          |
| Журавльов Василь Іванович           | Одеська область           | Жовтневий                       | 294          | Боцман теплоходу «Солнечногорськ» Чорноморського пароплавства                                                                       |                          |
| Журавський Петро Овер'янович        | Черкаська область         | Жашківський                     | 433          | Ланковий колгоспу «Прогрес» Жашківського району                                                                                     |                          |
| Забігайло Анатолій Андрійович       | Полтавська область        | Полтавський-Ленінський          | 316          | Бригадир комплексної бригади будівельно-монтажного управління «Полтавхіммашбуд»                                                     |                          |
| Заглада Надія Григорівна            | Житомирська область       | Радомишльський                  | 141          | Ланкова колгоспу імені 1-го Травня Черняхівського району                                                                            |                          |
| Загородних Олександра Петрівна      | Запорізька область        | Запорізький-Ленінський          | 154          | Бригадир бригади ізолювальників Запорізького трансформаторного заводу                                                               |                          |
| Зайковська Тетяна Олексіївна        | Волинська область         | Ківерцівський                   | 43           | Завідувач дитячого відділення Ківерцівської районної лікарні                                                                        |                          |
| Зайчук Володимир Гнатович           | Київська область          | Ірпінський                      | 183          | Голова Верховного Суду УРСР |                          |
| Замула Василь Никифорович           | Чернігівська область      | Коропський                      | 461          | Голова виконкому Чернігівської обласної ради                                                                                        |                          |
| Захарченко Григорій Іванович        | Луганська область         | Сєверодонецький                 | 245          | Апаратник цеху лактаму Сєверодонецького хімічного комбінату                                                                         |                          |
| Зелений Павло Петрович              | Житомирська область       | Коростенський                   | 128          | Машиніст тепловоза локомотивного депо станції Коростень                                                                             |                          |
| Зеленяк Парасковія Карпівна         | Чернігівська область      | Носівський                      | 465          | Слюсар-апаратник Носівського цукрового заводу                                                                                       |                          |
| Зленко Андрій Никифорович           | Львівська область         | Кам'янсько-Бузький              | 271          | Секретар Президії Верховної Ради УРСР                                                                                               |                          |
| Злобін Геннадій Карпович            | Харківська область        | Комінтернівський                | 378          | Завідувач відділу будівництва і міського господарства ЦК КПУ                                                                        |                          |
| Знак Емілія Степанівна              | Львівська область         | Львівський-Шевченківський       | 261          | Швачка фабрики № 2 Львівської швейної фірми «Маяк»                                                                                  |                          |
| Золотаревська Любов Василівна       | Дніпропетровська область  | Придніпровський                 | 54           | Газозварниця Придніпровської ДРЕС                                                                                                   |                          |
| Іванов Борис Олексійович            | Волинська область         | Камінь-Каширський               | 42           | Начальник військ Західного прикордонного округу КДБ СРСР, генерал-майор                                                             |                          |
| Іванов Микола Максимович            | Донецька область          | Артемівський                    | 86           | Міністр легкої промисловості УРСР                                                                                                   |                          |
| Іванов Олександр Михайлович         | Кримська область          | Джанкойський                    | 223          | Головний агроном радгоспу «Новоджанкойський» Джанкойського району                                                                   |                          |
| Іванова Яніна Григорівна            | Вінницька область         | Козятинський                    | 23           | Телятниця Юзефо-Миколаївського цукрового комбінату Козятинського району                                                             |                          |
| Іващенко Марія Іванівна             | Запорізька область        | Запорізький-Димитровський       | 152          | Шліфувальниця Запорізького моторобудівного заводу                                                                                   |                          |
| Ігнатенко Олена Володимирівна       | Донецька область          | Макіївський-Центрально-Міський  | 109          | Бригадир малярів будівельного управління № 6 тресту «Макіївжитлобуд»                                                                |                          |
| Ізюмов Анатолій Федорович           | Харківська область        | Зміївський                      | 393          | Бригадир бригади слюсарів-монтажників Зміївської ДРЕС                                                                               |                          |
| Ілляш Іван Микитович                | Тернопільська область     | Зборівський                     | 368          | 2-й секретар Тернопільського обласного комітету КПУ                                                                                 |                          |
| Ільків Степанія Омелянівна          | Івано-Франківська область | Галицький                       | 172          | Трактористка колгоспу «Зоря» Галицького району                                                                                      |                          |
| Іскрич Федір Маркович               | Сумська область           | Краснопільський                 | 351          | Голова колгоспу «Заповіт Леніна» Краснопільського району                                                                            |                          |
| Кайкан Петро Федорович              | Івано-Франківська область | Богородчанський                 | 171          | Голова виконкому Івано-Франківської обласної ради                                                                                   |                          |
| Калашникова Надія Кузьмівна         | Дніпропетровська область  | Нагірний                        | 52           | Робітниця Дніпропетровського виробничого об'єднання взуттєвих підприємств № 3                                                       |                          |
| Калій Наталія Сергіївна             | Сумська область           | Кролевецький                    | 352          | Свинарка колгоспу імені Мічуріна Кролевецького району                                                                               |                          |
| Кальченко Никифор Тимофійович       | Тернопільська область     | Гусятинський                    | 365          | 1-й заступник голови Ради Міністрів УРСР                                                                                            |                          |
| Каменєва Майя Михайлівна            | Кіровоградська область    | Новоукраїнський                 | 110          | Ланкова колгоспу «Победа» Маловисківського району                                                                                   |                          |
| Каплаушенко Михайло Федорович       | Черкаська область         | Смілянський                     | 429          | 1-й секретар Смілянського районного комітету КПУ                                                                                    |                          |
| Капшук Ольга Порфирівна             | Луганська область         | Брянківський                    | 234          | Флотатор Криворізької центральної збагачувальної фабрики тресту «Луганськвуглезбагачення»                                           |                          |
| Карпенко Георгій Володимирович      | Львівська область         | Львівський-Залізничний          | 258          | Директор Фізико-механічного Інституту АН УРСР (м. Львів), академік АН УРСР                                                          |                          |
| Карпов Володимир Федорович          | Донецька область          | Ждановський                     | 97           | Директор Ждановського заводу важкого машинобудування                                                                                |                          |
| Карпов Олександр Олександрович      | Харківська область        | Київський                       | 377          | Слюсар-механік Харківського механічного заводу (Харківських слюсарних майстерень)                                                   |                          |
| Касіян Василь Ілліч                 | Івано-Франківська область | Долинський                      | 174          | Голова правління Спілки художників України                                                                                          |                          |
| Касянчук Іван Дмитрович             | Івано-Франківська область | Надвірнянський                  | 178          | Майстер-деревообробник Ділятинського лісокомбінату Надвірнянського району                                                           |                          |
| Качур Василь Захарович              | Вінницька область         | Бершадський                     | 18           | 1-й секретар Бершадського районного комітету КПУ                                                                                    |                          |
| Киричевська Марія Єгорівна          | Луганська область         | Молодогвардійський              | 249          | Пташниця радгоспу імені Жовтневої революції Краснодонського району                                                                  |                          |
| Кириченко Софія Макарівна           | Полтавська область        | Хорольський                     | 333          | Ланкова колгоспу «Україна» Миргородського району                                                                                    |                          |
| Киясь Іван Трохимович               | Донецька область          | Сніжнянський                    | 113          | Машиніст вугільного комбайну шахти № 22 шахтоуправління тресту «Сніжнянантрацит»                                                    |                          |
| Кіх Марія Семенівна                 | Львівська область         | Львівський-Ленінський           | 259          | Директор Львівського літературно-меморіального музею Івана Франка                                                                   |                          |
| Клименко Василь Костянтинович       | Дніпропетровська область  | Дзержинський                    | 58           | Голова Української республіканської ради професійних спілок                                                                         |                          |
| Князь Михайло Петрович              | Львівська область         | Дрогобицький                    | 263          | Токар Дрогобицького долотного заводу                                                                                                |                          |
| Коваленко Іван Маркович             | Полтавська область        | Гадяцький                       | 319          | Буровий майстер Глинсько-Розбишівської партії Миргородської контори буріння                                                         |                          |
| Ковальова Ольга Олексіївна          | Луганська область         | Ленінський                      | 232          | Головний лікар Луганського міського родильного будинку № 1                                                                          |                          |
| Ковпак Сидір Артемович              | Сумська область           | Глухівський                     | 350          | Заступник Голови Президії Верховної Ради УРСР, генерал-майор                                                                        | 11 грудня 1967 помер     |
| Козак Ганна Петрівна                | Житомирська область       | Овруцький                       | 138          | Доярка колгоспу імені Леніна Овруцького району                                                                                      |                          |
| Козаченко Василь Павлович           | Кіровоградська область    | Добровеличківський              | 204          | Секретар правління Спілки письменників України                                                                                      |                          |
| Коленда Ніна Іванівна               | Волинська область         | Любомльський                    | 44           | Свинарка колгоспу «Світанок» Любомльського району                                                                                   |                          |
| Колесник Василь Артемович           | Сумська область           | Роменський                      | 357          | Командувач ВПС Київського військового округу, генерал-лейтенант авіації                                                             |                          |
| Колесник Феодосій Дмитрович         | Закарпатська область      | Перечинський                    | 147          | Голова правління Укоопспілки |                          |
| Колосова Катерина Антонівна         | Сумська область           | Білопільський                   | 349          | Голова правління Українського товариства дружби і культурного зв'язку з зарубіжними країнами                                        |                          |
| Кондуфор Юрій Юрійович              | Одеська область           | Любашівський                    | 311          | Завідувач відділу науки і культури ЦК КПУ                                                                                           |                          |
| Консовський Михайло Владиславович   | Черкаська область         | Драбівський                     | 432          | Директор радгоспу «Комінтерн» Чорнобаївського району                                                                                |                          |
| Корінь Іван Свиридович              | Кіровоградська область    | Бобринецький                    | 203          | Голова колгоспу імені Кірова Компаніївського району                                                                                 |                          |
| Корнієнко Іван Федорович            | Донецька область          | Петровський                     | 83           | Бригадир бригади робітників очисного вибою шахти № 4-21 тресту «Петровськвугілля»                                                   |                          |
| Корнійчук Олександр Євдокимович     | Вінницька область         | Літинський                      | 26           | Письменник, секретар Правління Спілки письменників СРСР                                                                             |                          |
| Коровайнюк Антоніна Лук'янівна      | Одеська область           | Великомихайлівський             | 309          | Комбайнер колгоспу імені Горького Великомихайлівського району                                                                       |                          |
| Короленко Лідія Іванівна            | Донецька область          | Володарський                    | 120          | Головний зоотехнік колгоспу імені Леніна Володарського району                                                                       |                          |
| Корольова Оксана Михайлівна         | Кримська область          | Євпаторійський                  | 217          | Завідувач медичної частини санаторію «Ударник» м. Євпаторія                                                                         |                          |
| Коротченко Дем'ян Сергійович        | Житомирська область       | Житомирський                    | 134          | Голова Президії Верховної Ради УРСР                                                                                                 | 7 квітня 1969 помер      |
| Костенко Раїса Якимівна             | Кіровоградська область    | Олександрійський міський        | 202          | Учителька Олександрійської восьмирічної школи № 4                                                                                   |                          |
| Кошевський Петро Сидорович          | Кіровоградська область    | Новомиргородський               | 209          | Голова виконкому Кіровоградської обласної ради                                                                                      |                          |
| Кравець Ганна Миколаївна            | Львівська область         | Мостиський                      | 273          | Ланкова колгоспу імені Я.Галана Мостиського району                                                                                  |                          |
| Кравченко Іларіон Мусійович         | Чернівецька область       | Новоселицький                   | 450          | 2-й секретар Чернівецького обласного комітету КПУ                                                                                   |                          |
| Кременицький Віктор Олександрович   | Житомирська область       | Ємільчинський                   | 133          | Голова виконкому Житомирської обласної ради                                                                                         |                          |
| Крепостняк Лідія Іллівна            | Вінницька область         | Крижопільський                  | 24           | Лікар Соколівської дільничної лікарні Крижопільського району                                                                        |                          |
| Кривда Віктор Георгійович           | Ровенська область         | Березнівський                   | 335          | 2-й секретар Ровенського обласного комітету КПУ                                                                                     |                          |
| Кривенок Олексій Федорович          | Запорізька область        | Василівський                    | 162          | Бригадир прохідників Запорізького залізорудного комбінату (м. Дніпрорудне)                                                          |                          |
| Кривонос Петро Федорович            | Житомирська область       | Попільнянський                  | 140          | Начальник Південно-Західної залізниці                                                                                               |                          |
| Кривошеєв Володимир Іванович        | Запорізька область        | Токмацький                      | 160          | Голова Українського об'єднання Ради Міністрів УРСР «Укрсільгосптехніка»                                                             |                          |
| Крижанівська Інна Іларіонівна       | Дніпропетровська область  | Жовтневий                       | 48           | Ректор Дніпропетровського медичного інституту                                                                                       |                          |
| Круглий Георгій Михайлович          | Одеська область           | Центральний                     | 301          | Директор Одеського судноремонтного заводу № 1                                                                                       |                          |
| Круглич Геннадій Михайлович         | Київ                      | Радянський                      | 10           | Слюсар-складальник Київського приладобудівного заводу                                                                               |                          |
| Круковська Ганна Григорівна         | Львівська область         | Самбірський                     | 264          | Ланкова колгоспу «Прогрес» Самбірського району                                                                                      |                          |
| Крупа Євген Іванович                | Тернопільська область     | Бережанський                    | 362          | Апаратник Козівського цукрового заводу                                                                                              |                          |
| Кузь Василь Йосипович               | Тернопільська область     | Заліщицький                     | 366          | Тракторист колгоспу імені Леніна Заліщицького району                                                                                |                          |
| Кузьменко Микола Ілліч              | Львівська область         | Золочівський                    | 270          | 1-й секретар Золочівського районного комітету КПУ                                                                                   |                          |
| Кулик Федір Володимирович           | Хмельницька область       | Новоушицький                    | 422          | Комбайнер колгоспу імені Горького Віньковецького району                                                                             |                          |
| Кулініч Лідія Юхимівна              | Сумська область           | Конотопський                    | 346          | Доярка радгоспу Дубов'язівського цукрового комбінату Конотопського району                                                           |                          |
| Курченко Василь Єрофійович          | Полтавська область        | Глобинський                     | 320          | Голова колгоспу імені Мічуріна Глобинського району                                                                                  |                          |
| Кусенко Ольга Яківна                | Київська область          | Броварський                     | 187          | Артистка Українського державного академічного драматичного театру імені Івана Франка                                                |                          |
| Кутахов Павло Степанович            | Запорізька область        | Куйбишевський                   | 165          | Командувач 48-ї повітряної армії Одеського військового округу, генерал-лейтенант авіації                                            |                          |
| Ладані Ганна Михайлівна             | Закарпатська область      | Мукачівський                    | 143          | Ланкова колгоспу імені Леніна Мукачівського району                                                                                  |                          |
| Ластовецька Тетяна Семенівна        | Донецька область          | Горлівський-Калінінський        | 88           | Апаратниця Горлівського хімічного заводу                                                                                            |                          |
| Ласюк Марія Петрівна                | Вінницька область         | Тростянецький                   | 32           | Ланкова колгоспу «Перемога» Тростянецького району                                                                                   |                          |
| Левченко Іван Федотович             | Хмельницька область       | Волочиський                     | 414          | Голова виконкому Хмельницької обласної ради                                                                                         |                          |
| Левчик Валентина Миколаївна         | Черкаська область         | Золотоніський                   | 435          | Доярка колгоспу «Більшовик» Золотоніського району                                                                                   |                          |
| Левчук Тимофій Васильович           | Львівська область         | Бориславський                   | 262          | Голова Спілки працівників кінематографії України                                                                                    |                          |
| Легунов Григорій Андрійович         | Херсонська область        | Генічеський                     | 407          | Голова колгоспу «Грузія» Генічеського району                                                                                        |                          |
| Лесняк Михайло Михайлович           | Кіровоградська область    | Кіровоградський                 | 207          | 2-й секретар Кіровоградського обласного комітету КПУ                                                                                |                          |
| Лесько Василь Прокопович            | Ровенська область         | Здолбунівський                  | 340          | Машиніст обертової печі Здолбунівського цементно-шиферного комбінату                                                                |                          |
| Либа Марія Гнатівна                 | Хмельницька область       | Красилівський                   | 420          | Ланкова колгоспу «Радянська Україна» Красилівського району                                                                          |                          |
| Лисаков Іван Тимофійович            | Миколаївська область      | Центральний                     | 285          | Машиніст тепловоза локомотивного депо станції Миколаїв                                                                              |                          |
| Лисенко Василь Васильович           | Тернопільська область     | Збаразький                      | 367          | Голова виконкому Тернопільської обласної ради                                                                                       |                          |
| Лисенко Іван Петрович               | Київська область          | Макарівський                    | 192          | 1-й заступник голови виконкому Київської обласної ради                                                                              |                          |
| Литвин Павло Іванович               | Волинська область         | Ратнівський                     | 45           | 2-й секретар Волинського обласного комітету КПУ                                                                                     |                          |
| Лілік Ганна Йосипівна               | Чернігівська область      | Бобровицький                    | 457          | Агроном бурякорадгоспу Бобровицького цукрокомбінату Бобровицького району                                                            |                          |
| Ліневич Ольга Мефодіївна            | Одеська область           | Тарутинський                    | 314          | Телятниця радгоспу «Дністровський» Арцизького району                                                                                |                          |
| Лобода Олександр Павлович           | Київська область          | Таращанський                    | 196          | Тракторист колгоспу «Прогрес» Таращанського району                                                                                  |                          |
| Логвин Олена Іванівна               | Дніпропетровська область  | Орджонікідзевський              | 67           | Голова колгоспу «Зоря комунізму» Апостолівського району                                                                             |                          |
| Логозинський Микола Євгенович       | Луганська область         | Слов'яносербський               | 254          | Бригадир радгоспу «Калинове» Слов'яносербського району                                                                              |                          |
| Локтіонова Євгенія Тихонівна        | Донецька область          | Дружківський                    | 94           | Токар Дружківського машинобудівного заводу                                                                                          |                          |
| Лопатинська Лідія Миколаївна        | Одеська область           | Ширяївський                     | 315          | Доярка колгоспу «Україна» Ширяївського району                                                                                       |                          |
| Лосєва Поліна Тимофіївна            | Миколаївська область      | Миколаївський                   | 292          | Свинарка радгоспу «Комуніст» Миколаївського району                                                                                  |                          |
| Лубенець Григорій Кузьмович         | Полтавська область        | Полтавський-Октябрський         | 317          | Міністр будівництва підприємств важкої індустрії УРСР                                                                               |                          |
| Луговський Олексій Іванович         | Луганська область         | Комунарський                    | 237          | Сталевар мартенівського цеху Комунарського металургійного заводу                                                                    |                          |
| Лук'янов Борис Миколайович          | Хмельницька область       | Ярмолинецький                   | 427          | Міністр лісового господарства УРСР                                                                                                  |                          |
| Лутак Іван Кіндратович              | Кримська область          | Сімферопольський                | 228          | Секретар ЦК КПУ |                          |
| Луців Зіновій Дмитрович             | Тернопільська область     | Бучацький                       | 364          | Слюсар Бучацького спиртокрохмального комбінату                                                                                      |                          |
| Лучак Павло Пилипович               | Вінницька область         | Жмеринський                     | 21           | Машиніст-інструктор локомотивного депо станції Жмеринка                                                                             |                          |
| Люшненко Феодосія Миколаївна        | Житомирська область       | Володарсько-Волинський          | 131          | Ланкова колгоспу імені Леніна Червоноармійського району                                                                             |                          |
| Лябога Іван Юхимович                | Харківська область        | Тракторозаводський              | 382          | 1-й секретар Харківського міського комітету КПУ                                                                                     |                          |
| Лядов Ростислав Михайлович          | Донецька область          | Краматорський                   | 102          | 1-й секретар Краматорського міського комітету КПУ                                                                                   |                          |
| Ляшко Олександр Павлович            | Донецька область          | Куйбишевський                   | 81           | 2-й секретар ЦК КПУ |                          |
| Мазко Наталія Іванівна              | Чернігівська область      | Ріпкинський                     | 466          | Свинарка колгоспу імені Кірова Ріпкинського району                                                                                  |                          |
| Майборода Георгій Іларіонович       | Запорізька область        | Запорізький-Жовтневий           | 153          | Композитор, голова правління Спілки композиторів України                                                                            |                          |
| Майоров Олександр Михайлович        | Івано-Франківська область | Рожнятівський                   | 180          | Командувач 38-ї армії Прикарпатського військового округу, генерал-майор                                                             |                          |
| Макаров Володимир Олександрович     | Дніпропетровська область  | Софіївський                     | 76           | Командувач 6-ї гвардійської танкової армії Київського військового округу, генерал-майор танкових військ                             |                          |
| Макухін Олексій Наумович            | Кримська область          | Феодосійський                   | 219          | 2-й секретар Кримського обласного комітету КПУ                                                                                      |                          |
| Макушенко Микола Олександрович      | Херсонська область        | Великолепетиський               | 405          | Голова виконкому Херсонської обласної ради                                                                                          |                          |
| Маленкін Андрій Сергійович          | Кіровоградська область    | Знам'янський                    | 206          | Голова Комітету народного контролю УРСР                                                                                             |                          |
| Малютова Ніна Омелянівна            | Дніпропетровська область  | Амур-Нижньодніпровський         | 47           | Муляр управління «Опорядбуд» тресту «Дніпроважбуд»                                                                                  |                          |
| Мальцев Євдоким Єгорович            | Львівська область         | Городоцький                     | 268          | Член Військової ради — начальник Політуправління Прикарпатського військового округу, генерал-лейтенант                              |                          |
| Манжула Анатолій Олександрович      | Луганська область         | Антрацитівський                 | 233          | Начальник комбінату «Донбасантрацит»                                                                                                |                          |
| Манівчук Іван Васильович            | Закарпатська область      | Рахівський                      | 148          | Кранівник Ясінянського лісокомбінату                                                                                                |                          |
| Маньківська Зінаїда Михайлівна      | Київ                      | Залізничний                     | 4            | Швачка Київської трикотажної фабрики імені Рози Люксембург                                                                          |                          |
| Мартиненко Іван Полікарпович        | Запорізька область        | Пологівський                    | 168          | Бригадир тракторної бригади колгоспу «Заповіт Леніна» Гуляйпільського району                                                        |                          |
| Матусевич Ніна Павлівна             | Ровенська область         | Млинівський                     | 342          | Телятниця колгоспу «Шлях Леніна» Млинівського району                                                                                |                          |
| Махиня Михайло Михайлович           | Донецька область          | Краснопрофінтернівський         | 96           | 1-й заступник голови Держплану УРСР                                                                                                 |                          |
| Мельниченко Ганна Федорівна         | Чернігівська область      | Чернігівський міський           | 453          | Бригадир бригади штукатурів Чернігівського будівельно-монтажного управління № 45 будівельного тресту № 4                            |                          |
| Мехеда Михайло Ілліч                | Хмельницька область       | Ізяславський                    | 418          | 2-й секретар Хмельницького обласного комітету КПУ                                                                                   |                          |
| Микитенко Клавдія Іванівна          | Дніпропетровська область  | Нікопольський                   | 65           | Оператор Нікопольського Південнотрубного заводу                                                                                     |                          |
| Миненко Микола Іванович             | Полтавська область        | Полтавський                     | 330          | Комбайнер колгоспу «Більшовик» Новосанжарського району                                                                              |                          |
| Мироненко Олександр Олексійович     | Кримська область          | Бахчисарайський                 | 221          | Командувач Військово-повітряних сил Чорноморського флоту, генерал-полковник авіації                                                 |                          |
| Михайлов Микола Миколайович         | Черкаська область         | Звенигородський                 | 434          | Міністр сільського будівництва УРСР                                                                                                 |                          |
| Мишковець Марія Гервасіївна         | Волинська область         | Ковельський                     | 38           | Швачка Ковельської швейної фабрики                                                                                                  |                          |
| Мінаєва Олена Володимирівна         | Кримська область          | Білогірський                    | 222          | Ланкова колгоспу «Україна» Білогірського району                                                                                     | 30 червня 1967 померла   |
| Могильченко Григорій Сергійович     | Харківська область        | Лозівський                      | 386          | Голова колгоспу імені Орджонікідзе Лозівського району                                                                               |                          |
| Мокроус Федір Якович                | Запорізька область        | Мелітопольський міський         | 159          | Голова виконкому Запорізької обласної ради                                                                                          |                          |
| Молодан Жанна Михайлівна            | Дніпропетровська область  | Царичанський                    | 77           | Ланкова колгоспу «Більшовик» Царичанського району                                                                                   |                          |
| Мордовцев Григорій Олексійович      | Луганська область         | Кадіївський                     | 235          | Бригадир прохідників шахти імені Чеснокова тресту «Кадіїввугілля»                                                                   |                          |
| Мороз Ніна Олександрівна            | Донецька область          | Слов'янський міський            | 112          | Пресувальниця Слов'янського кераміко-ізоляторного комбінату                                                                         |                          |
| Мусієнко Іван Васильович            | Чернівецька область       | Сторожинецький                  | 451          | Голова виконкому Чернівецької обласної ради                                                                                         |                          |
| Мушинський Антон Олександрович      | Вінницька область         | Тиврівський                     | 31           | Слюсар-наладчик Степанівського цукрового заводу Вінницького району                                                                  |                          |
| Назаренко Іван Дмитрович            | Полтавська область        | Миргородський                   | 328          | Директор Інституту історії партії при ЦК КПУ                                                                                        |                          |
| Наливайко Олена Олександрівна       | Київ                      | Чубарівський                    | 12           | Розмітниця механозбірного цеху Київського машинобудівного заводу «Більшовик»                                                        |                          |
| Науменко Андрій Михайлович          | Сумська область           | Середино-Будський               | 358          | Голова виконкому Сумської обласної ради                                                                                             |                          |
| Небаба Григорій Федорович           | Запорізька область        | Запорізький-Хортицький          | 156          | Робітник Дніпровського алюмінієвого заводу                                                                                          |                          |
| Небога Марія Андріївна              | Одеська область           | Саратський                      | 313          | Ланкова колгоспу «Родина» Саратського району                                                                                        |                          |
| Небукін Василь Іванович             | Донецька область          | Єнакіївський                    | 95           | Старший вальцювальник Єнакіївського металургійного заводу                                                                           |                          |
| Неізвєстний Микола Олександрович    | Одеська область           | Ленінський                      | 298          | 1-й секретар Одеського міського комітету КПУ                                                                                        |                          |
| Неліна Тетяна Гаврилівна            | Сумська область           | Роменський міський              | 347          | Завідувач хірургічного відділення Роменської районної лікарні                                                                       |                          |
| Непочатов Іван Іванович             | Кіровоградська область    | Долинський                      | 205          | Бригадир тракторної бригади відділка радгоспу імені Карла Маркса Долинського району                                                 |                          |
| Нестеренко Ганна Дмитрівна          | Ровенська область         | Дубнівський                     | 338          | Директор Вербської школи-інтернату Дубнівського району                                                                              |                          |
| Никонов Микола Костянтинович        | Кримська область          | Керченський                     | 218          | Старший агломератник Комиш-Бурунського залізорудного комбінату                                                                      |                          |
| Нікітенкова Ганна Софонівна         | Запорізька область        | Вільнянський                    | 163          | Завідувач тваринницької ферми колгоспу імені Дзержинського Вільнянського району                                                     |                          |
| Новаковець Степан Денисович         | Ровенська область         | Гощанський                      | 337          | Голова виконкому Ровенської обласної ради                                                                                           |                          |
| Новиков Федір Макарович             | Дніпропетровська область  | Криворізький-Жовтневий          | 62           | Бригадир комплексної бригади шахти «Більшовик» рудоуправління імені Комінтерну м. Кривий Ріг                                        |                          |
| Огійко Любов Савеліївна             | Дніпропетровська область  | Красногвардійський              | 50           | Електромонтажниця Південного машинобудівного заводу                                                                                 |                          |
| Одринська Олександра Петрівна       | Донецька область          | Костянтинівський                | 101          | Бригадир бригади розмітників Костянтинівського заводу «Автоскло»                                                                    |                          |
| Ольшанська Софія Гнатівна           | Львівська область         | Яворівський                     | 282          | Ланкова колгоспу імені Шевченка Яворівського району                                                                                 |                          |
| Омельченко Іван Якимович            | Донецька область          | Ленінський                      | 82           | Бригадир зубофрезерувальників Донецького машинобудівного заводу імені 15-річчя ЛКСМУ                                                |                          |
| Пакош Софія Миколаївна              | Львівська область         | Пустомитівський                 | 276          | Доярка дослідного господарства «Оброшине» Науково-дослідного інституту землеробства і тваринництва західних районів Української РСР |                          |
| Паламарчук Іван Костянтинович       | Хмельницька область       | Полонський                      | 423          | Токар Понінківського целюльозно-паперового комбінату Полонського району                                                             |                          |
| Панасенко Ольга Кіндратівна         | Харківська область        | Барвінківський                  | 388          | Пташниця радгоспу імені Куйбишева Барвінківського району                                                                            |                          |
| Паненко Василь Олександрович        | Сумська область           | Сумський                        | 359          | Старший апаратник Сумського хімічного комбінату                                                                                     |                          |
| Пасічник Раїса Василівна            | Вінницька область         | Ямпільський                     | 36           | Завідувач ферми колгоспу імені ХХ з'їзду КПРС Томашпільського району                                                                |                          |
| Патон Борис Євгенович               | Донецька область          | Калінінський                    | 79           | Президент Академії наук УРСР |                          |
| Пахомов Ілля Володимирович          | Харківська область        | Орджонікідзевський              | 381          | Директор Харківського заводу «Електроважмаш» імені В. І. Леніна                                                                     |                          |
| Пашко Яків Юхимович                 | Чернігівська область      | Куликівський                    | 462          | Головний редактор журналу «Комуніст України»                                                                                        |                          |
| Пашков Валентин Іванович            | Кримська область          | Нахімовський                    | 214          | 1-й секретар Севастопольського міського комітету КПУ                                                                                |                          |
| Пашкова Віра Тимофіївна             | Харківська область        | Дергачівський                   | 392          | Вчителька Дергачівської школи-інтернату Дергачівського району                                                                       |                          |
| Пашов Михайло Васильович            | Дніпропетровська область  | Петропавлівський                | 72           | Голова виконкому Дніпропетровської обласної ради                                                                                    |                          |
| Пащенко Тетяна Павлівна             | Київська область          | Яготинський                     | 199          | Бригадир Яготинської птахофабрики                                                                                                   |                          |
| Пенюшкевич Галина Володимирівна     | Хмельницька область       | Дунаєвецький                    | 417          | Зоотехнік колгоспу імені Богдана Хмельницького Дунаєвецького району                                                                 |                          |
| Пинтюк Євдокія Танасіївна           | Чернівецька область       | Глибоцький                      | 447          | Телятниця колгоспу «Радянська Буковина» Глибоцького району                                                                          |                          |
| Підгородецький Мусій Веремійович    | Хмельницька область       | Кам'янець-Подільський           | 419          | Голова колгоспу «Комуніст» Кам'янець-Подільського району                                                                            |                          |
| Піснячевський Дмитро Петрович       | Харківська область        | Красноградський                 | 394          | Голова виконкому Харківської обласної ради                                                                                          | 14 листопада 1968 помер  |
| Пічужкін Михайло Сергійович         | Дніпропетровська область  | Криворізький-Дзержинський       | 61           | 1-й секретар Криворізького міського комітету КПУ                                                                                    |                          |
| Плютинський Володимир Антонович     | Ровенська область         | Ровенський                      | 343          | Голова колгоспу «Зоря комунізму» Ровенського району                                                                                 |                          |
| Побєгайло Костянтин Михайлович      | Луганська область         | Лутугинський                    | 248          | Міністр енергетики і електрифікації УРСР                                                                                            |                          |
| Поведа Галина Антонівна             | Хмельницька область       | Шепетівський                    | 412          | Апаратниця Шепетівського цукрового комбінату                                                                                        |                          |
| Подлєпа Олексій Пантелеймонович     | Дніпропетровська область  | Криворізький                    | 60           | Керуючий тресту «Криворіжаглобуд»                                                                                                   | 1 листопада 1970 помер   |
| Подлєсна Валентина Степанівна       | Тернопільська область     | Підволочиський                  | 370          | Завідувач родильного відділення Підволочиської районної лікарні                                                                     |                          |
| Покальчук Антон Федосійович         | Тернопільська область     | Кременецький                    | 369          | Голова Українського республіканського комітету ДТСААФ, генерал-майор                                                                |                          |
| Полтавський Сергій Єфремович        | Чернівецька область       | Вижницький                      | 446          | Водій лісовоза Берегометського лісокомбінату Вижницького району                                                                     |                          |
| Пономаренко Володимир Пантелійович  | Луганська область         | Краснолуцький                   | 239          | Електрослюсар шахти № 17-17-біс тресту «Краснолучвугілля»                                                                           |                          |
| Пономарьов Петро Олексійович        | Донецька область          | Макіївський-Совєтський          | 108          | 1-й секретар Макіївського міського комітету КПУ                                                                                     |                          |
| Попова Ганна Никифорівна            | Луганська область         | Лисичанський                    | 247          | Бригадир радгоспу «Врубівка» Лисичанського району                                                                                   |                          |
| Попова Євдокія Степанівна           | Кримська область          | Київський                       | 216          | Бригадир Сімферопольської трикотажної фабрики № 1                                                                                   |                          |
| Попович Павло Романович             | Київська область          | Білоцерківський                 | 185          | Льотчик-космонавт СРСР |                          |
| Потапов Олександр Якович            | Донецька область          | Дзержинський                    | 92           | Начальник комбінату «Артемвугілля»                                                                                                  |                          |
| Пржеорський Іван Броніславович      | Житомирська область       | Бердичівський                   | 127          | Директор Бердичівського верстатобудівного заводу «Комсомолець»                                                                      |                          |
| Приходько Варвара Миколаївна        | Донецька область          | Великоновосілківський           | 118          | Ланкова колгоспу імені Горького Великоновосілківського району                                                                       |                          |
| Прищепа Іван Кузьмич                | Чернігівська область      | Менський                        | 463          | Голова колгоспу «Родина» Менського району                                                                                           |                          |
| Прокопенко Іван Борисович           | Київ                      | Жовтневий                       | 3            | Дюральник Київського авіаційного заводу                                                                                             |                          |
| Прокопова Надія Миколаївна          | Черкаська область         | Чигиринський                    | 442          | Токар Кам'янського машинобудівного заводу                                                                                           |                          |
| Пуденко Григорій Іванович           | Полтавська область        | Лубенський                      | 327          | 1-й секретар Лубенського районного комітету КПУ                                                                                     |                          |
| Пучковська Надія Олександрівна      | Одеська область           | Приморський                     | 299          | Директор Українського науково-дослідного інституту очних захворювань і тканинної терапії імені академіка Філатова                   |                          |
| Пушкін Анатолій Іванович            | Ровенська область         | Костопільський                  | 341          | Командувач ВПС Південної групи військ, генерал-лейтенант авіації                                                                    |                          |
| Радевич Ольга Іванівна              | Хмельницька область       | Хмельницький                    | 410          | Токар Хмельницького заводу «Трактородеталь»                                                                                         |                          |
| Радзієвський Іван Іванович          | Київ                      | Подільський                     | 9            | Фрезерувальник Київського заводу «Ленінська кузня»                                                                                  |                          |
| Радіонова Валентина Іванівна        | Одеська область           | Іллічівський                    | 296          | Шліфувальниця Одеського заводу радіально-свердлильних верстатів                                                                     |                          |
| Рейтаровська Ганна Порфирівна       | Запорізька область        | Мелітопольський                 | 166          | Завідувач ферми колгоспу імені Ватутіна Мелітопольського району                                                                     |                          |
| Ремесло Василь Миколайович          | Київська область          | Кагарлицький                    | 190          | Директор Миронівської селекційної дослідної станції                                                                                 |                          |
| Решетников Василь Васильович        | Чернівецька область       | Кельменецький                   | 448          | Командир 2-го окремого важкого бомбардувального авіаційного корпусу, генерал-лейтенант авіації                                      |                          |
| Рибак Юрій Петрович                 | Житомирська область       | Житомирський міський            | 126          | Верстатник Житомирського меблевого комбінату                                                                                        |                          |
| Риженко Леонід Петрович             | Тернопільська область     | Теребовлянський                 | 371          | Міністр м'ясної і молочної промисловості УРСР                                                                                       |                          |
| Рижук Марія Матвіївна               | Київська область          | Тетіївський                     | 197          | Бригадир колгоспу «Шлях до комуни» Тетіївського району                                                                              |                          |
| Римар Володимир Павлович            | Харківська область        | Балаклійський                   | 387          | Буровий майстер Шебелинської спеціалізованої контори електробуріння                                                                 |                          |
| Ричко Василь Власович               | Черкаська область         | Корсунь-Шевченківський          | 437          | 2-й секретар Черкаського обласного комітету КПУ                                                                                     |                          |
| Ріпа Анастасія Степанівна           | Сумська область           | Недригайлівський                | 354          | Ланкова колгоспу «Комінтерн» Недригайлівського району                                                                               |                          |
| Розенко Петро Якимович              | Луганська область         | Лисичанський міський            | 240          | Заступник голови Ради Міністрів УРСР                                                                                                |                          |
| Романюк Олександр Іванович          | Херсонська область        | Скадовський                     | 409          | Ланковий-механізатор колгоспу «Нове життя» Скадовського району                                                                      |                          |
| Руденко Яків Кузьмич                | Миколаївська область      | Жовтневий                       | 291          | Завідувач відділу оборонної промисловості ЦК КПУ                                                                                    |                          |
| Руднєв Іван Семенович               | Кримська область          | Ленінський                      | 213          | Член Військової ради — начальник Політуправління Чорноморського флоту, контр-адмірал                                                |                          |
| Русин Василь Павлович               | Закарпатська область      | Іршавський                      | 146          | Голова виконкому Закарпатської обласної ради                                                                                        |                          |
| Русина Надія Пилипівна              | Чернігівська область      | Борзнянський                    | 458          | Головний лікар Шаповалівської дільничної лікарні Борзнянського району                                                               |                          |
| Рябокляч Андрій Карпович            | Житомирська область       | Малинський                      | 137          | Відповідальний редактор газети «Радянська Україна»                                                                                  |                          |
| Рябуха Ніна Єгорівна                | Харківська область        | Валківський                     | 390          | Свинарка колгоспу імені Карла Маркса Нововодолазького району                                                                        |                          |
| Сабан Ольга Іванівна                | Львівська область         | Нестеровський                   | 274          | Ланкова колгоспу імені 17-го Вересня Нестеровського району                                                                          |                          |
| Савченко Марія Харитонівна          | Сумська область           | Лебединський                    | 353          | Завідувач тваринницької ферми колгоспу імені Леніна Лебединського району                                                            |                          |
| Савчук Антоніна Сидорівна           | Житомирська область       | Любарський                      | 136          | Ланкова колгоспу імені Кірова Чуднівського району                                                                                   |                          |
| Самардак Михайло Климентійович      | Донецька область          | Макіївський-Червоногвардійський | 110          | Робітник очисного вибою шахти № 8-8-біс тресту «Красногвардійськвугілля»                                                            |                          |
| Самойленко Ольга Гордіївна          | Черкаська область         | Уманський                       | 430          | Швачка Уманської швейної фабрики |                          |
| Санов Микола Михайлович             | Кіровоградська область    | Ульяновський                    | 212          | Міністр харчової промисловості УРСР                                                                                                 |                          |
| Сахновський Георгій Леонідович      | Одеська область           | Котовський                      | 304          | Міністр торгівлі УРСР |                          |
| Северинов Кузьма Антипович          | Донецька область          | Новоекономічний                 | 105          | Бригадир комплексної бригади шахти № 5-6 імені Димитрова тресту «Красноармійськвугілля»                                             |                          |
| Селіванов Олександр Гнатович        | Чернівецька область       | Чернівецький-Першотравневий     | 445          | Міністр комунального господарства УРСР                                                                                              |                          |
| Сидяк Галина Федорівна              | Херсонська область        | Дніпровський                    | 400          | Ткаля Херсонського бавовняного комбінату                                                                                            |                          |
| Сипітий Костянтин Мартинович        | Донецька область          | Горлівський-Центральний         | 90           | Бригадир комплексної бригади будівельного управління № 1 тресту «Горлівськжитлобуд»                                                 |                          |
| Сінченко Георгій Захарович          | Хмельницька область       | Білогірський                    | 413          | Міністр зв'язку УРСР |                          |
| Сіробаба Володимир Якович           | Донецька область          | Слов'янський                    | 123          | Відповідальний редактор газети «Правда Украины»                                                                                     |                          |
| Слєсар Людмила Трохимівна           | Дніпропетровська область  | П'ятихатський                   | 73           | Свинарка колгоспу «Україна» П'ятихатського району                                                                                   |                          |
| Слюсаренко Віталій Андрійович       | Львівська область         | Радехівський                    | 277          | 2-й секретар Львівського обласного комітету КПУ                                                                                     |                          |
| Соболь Микола Олександрович         | Харківська область        | Ізюмський                       | 384          | 1-й заступник голови Ради Міністрів УРСР                                                                                            |                          |
| Совіна Євдокія Омелянівна           | Донецька область          | Красноармійський                | 104          | Доярка колгоспу імені Свердлова Красноармійського району                                                                            |                          |
| Сокол Анатолій Якович               | Донецька область          | Кіровський                      | 80           | Машиніст вугільного комбайна шахти імені Абакумова тресту «Рутченківвугілля»                                                        |                          |
| Сокол Володимир Васильович          | Київська область          | Фастівський                     | 184          | 2-й секретар Київського обласного комітету КПУ                                                                                      |                          |
| Соколов Іван Захарович              | Харківська область        | Вовчанський                     | 391          | 2-й секретар Харківського обласного комітету КПУ                                                                                    |                          |
| Соловйов Валентин Михайлович        | Одеська область           | Ізмаїльський міський            | 303          | Капітан теплохода «Новый Донбасс» Дунайського радянського пароплавства                                                              |                          |
| Сологуб Віталій Олексійович         | Донецька область          | Горлівський                     | 87           | 2-й секретар Донецького обласного комітету КПУ                                                                                      |                          |
| Сорочан Микола Антонович            | Миколаївська область      | Заводський                      | 283          | Бригадир електрозварників Миколаївського суднобудівного заводу імені Носенка                                                        |                          |
| Соха Григорій Карпович              | Дніпропетровська область  | Синельниківський                | 74           | Машиніст електровоза локомотивного депо станції Синельникове                                                                        |                          |
| Средін Геннадій Васильович          | Львівська область         | Бродівський                     | 267          | Член Військової ради — начальник Політуправління Південної групи військ, генерал-лейтенант                                          |                          |
| Старунський Володимир Гордійович    | Київська область          | Переяслав-Хмельницький          | 194          | Завідувач відділу торгівлі і фінансових органів ЦК КПУ                                                                              |                          |
| Стеблюк Іван Іванович               | Кримська область          | Залізничний                     | 215          | Машиніст тепловоза локомотивного депо станції Сімферополь                                                                           |                          |
| Степаненко Ігор Дмитрович           | Вінницька область         | Калинівський                    | 22           | Заступник Голови Ради Міністрів УРСР                                                                                                |                          |
| Степаненко Любов Тимофіївна         | Харківська область        | Ленінський                      | 379          | Швачка Харківської швейної фабрики імені Тинякова                                                                                   |                          |
| Степанкевич Муза Миколаївна         | Вінницька область         | Барський                        | 17           | Апаратниця Барського спиртодріжджового комбінату                                                                                    |                          |
| Степанчук Петро Олексійович         | Київ                      | Дарницький                      | 1            | Бригадир комплексної бригади будівельного управління тресту «Київміськбуд» № 5                                                      |                          |
| Стефаник Семен Васильович           | Львівська область         | Сколівський                     | 278          | Голова виконкому Львівської обласної ради                                                                                           |                          |
| Стеценко Степан Омелянович          | Черкаська область         | Черкаський                      | 441          | Голова виконкому Черкаської обласної ради                                                                                           |                          |
| Стигнєєва Людмила Іванівна          | Івано-Франківська область | Коломийський                    | 170          | Головний лікар Коломийської інфекційної лікарні                                                                                     |                          |
| Сторожук Іван Якович                | Хмельницька область       | Старокостянтинівський           | 425          | 1-й секретар Старокостянтинівського районного комітету КПУ                                                                          |                          |
| Стоян Надія Опанасівна              | Миколаївська область      | Новобузький                     | 293          | Трактористка колгоспу імені Леніна Березнегуватського району                                                                        |                          |
| Стратонов Микола Степанович         | Луганська область         | Артемівський                    | 229          | 1-й секретар Луганського міського комітету КПУ                                                                                      |                          |
| Стрельцов Василь Омелянович         | Дніпропетровська область  | Верхньодніпровський             | 70           | 1-й секретар Верхньодніпровського районного комітету КПУ                                                                            |                          |
| Сюсюкова Марія Петрівна             | Запорізька область        | Кам'янсько-Дніпровський         | 164          | Ланкова радгоспу «Дніпровський» Кам'янсько-Дніпровського району                                                                     |                          |
| Тарадайко Всеволод Семенович        | Донецька область          | Макіївський-Войковський         | 106          | Начальник комбінату «Донецьквугілля»                                                                                                |                          |
| Тарасенко Петро Антонович           | Дніпропетровська область  | Ленінський                      | 51           | Сталевар Дніпропетровського металургійного заводу імені Петровського                                                                |                          |
| Тендітник Дмитро Іванович           | Полтавська область        | Зіньківський                    | 322          | Бригадир тракторної бригади колгоспу «Україна» Зіньківського району                                                                 |                          |
| Терехов Костянтин Павлович          | Житомирська область       | Новоград-Волинський             | 129          | 2-й секретар Житомирського обласного комітету КПУ                                                                                   |                          |
| Тертишник Софія Михайлівна          | Київська область          | Бориспільський                  | 186          | Доярка радгоспу «Вороньківський» Бориспільського району                                                                             |                          |
| Тимошина Марія Власівна             | Хмельницька область       | Славутський                     | 424          | Ливарниця Славутського заводу «Будфаянс»                                                                                            |                          |
| Титаренко Олексій Антонович         | Запорізька область        | Бердянський міський             | 158          | Секретар ЦК КПУ |                          |
| Тичина Павло Григорович             | Черкаська область         | Канівський                      | 436          | Поет, член Правління Спілки письменників СРСР                                                                                       | 16 вересня 1967 помер    |
| Тичинін Віктор Сергійович           | Луганська область         | Краснодонський                  | 238          | Начальник Головного управління Ради Міністрів УРСР по матеріально-технічному постачанню                                             |                          |
| Тишковець Килина Олексіївна         | Ровенська область         | Володимирецький                 | 336          | Ланкова колгоспу «Жовтень» Володимирецького району                                                                                  |                          |
| Тищенко Оксана Іванівна             | Миколаївська область      | Вознесенський                   | 289          | Доярка колгоспу «Прогрес» Вознесенського району                                                                                     |                          |
| Ткаченко Марія Володимирівна        | Луганська область         | Свердловський                   | 253          | Доярка колгоспу «Родина» Свердловського району                                                                                      |                          |
| Тодорчук Надія Трохимівна           | Чернівецька область       | Хотинський                      | 452          | Ланкова колгоспу «Родина» Кельменецького району                                                                                     |                          |
| Тонкошкур Василь Антонович          | Київська область          | Миронівський                    | 193          | 1-й секретар Миронівського районного комітету КПУ                                                                                   |                          |
| Топалова Олена Василівна            | Миколаївська область      | Первомайський                   | 286          | Ланкова колгоспу імені Леніна Первомайського району                                                                                 |                          |
| Третякова Людмила Степанівна        | Одеська область           | Залізничний                     | 295          | Інженер-конструктор Одеського заводу «Автогенмаш»                                                                                   |                          |
| Тронько Петро Тимофійович           | Волинська область         | Рожищенський                    | 46           | Заступник голови Ради Міністрів УРСР                                                                                                |                          |
| Трохименко Марія Антонівна          | Вінницька область         | Теплицький                      | 30           | Доярка колгоспу «Росія» Теплицького району                                                                                          |                          |
| Трутнєв Анатолій Петрович           | Запорізька область        | Бердянський                     | 161          | 2-й секретар Запорізького обласного комітету КПУ                                                                                    |                          |
| Труш Іван Трохимович                | Донецька область          | Краснолиманський                | 121          | Машиніст електровоза локомотивного депо станції Красний Лиман                                                                       |                          |
| Турик Микола Антонович              | Луганська область         | Жовтневий                       | 230          | Директор Луганського тепловозобудівного заводу імені Жовтневої революції                                                            |                          |
| Удовиченко Петро Платонович         | Хмельницька область       | Летичівський                    | 421          | Міністр освіти УРСР |                          |
| Уланов Анатолій Андрійович          | Дніпропетровська область  | Кіровський                      | 49           | 1-й секретар Дніпропетровського міського комітету КПУ                                                                               |                          |
| Уханьова Марія Василівна            | Донецька область          | Амвросіївський                  | 117          | Доярка радгоспу «Амвросіївський» Амвросіївського району                                                                             |                          |
| Ушакова Лариса Олександрівна        | Донецька область          | Залізничний                     | 78           | Старший науковий співробітник Донецького науково-дослідного вугільного інституту                                                    |                          |
| Фатовенко Любов Василівна           | Кіровоградська область    | Олександрійський                | 211          | Доярка колгоспу «Ленінським шляхом» Олександрійського району                                                                        |                          |
| Федоренко Віктор Павлович           | Сумська область           | Сумський міський                | 345          | 2-й секретар Сумського обласного комітету КПУ                                                                                       |                          |
| Фесенко Володимир Єлисейович        | Кримська область          | Красноперекопський              | 226          | Начальник Управління КДБ по Кримській області, генерал-майор                                                                        |                          |
| Фтома Йосип Васильович              | Львівська область         | Перемишлянський                 | 275          | Бригадир колгоспу «Росія» Перемишлянського району                                                                                   |                          |
| Фурман Микола Корнійович            | Вінницька область         | Мурованокуриловецький           | 27           | 2-й секретар Вінницького обласного комітету КПУ                                                                                     |                          |
| Хавренко Василь Михайлович          | Дніпропетровська область  | Жовтоводський                   | 57           | Бригадир прохідників шахти «Нова» м. Жовті Води                                                                                     |                          |
| Халапсін Володимир Миколайович      | Херсонська область        | Суворовський                    | 402          | 2-й секретар Херсонського обласного комітету КПУ                                                                                    |                          |
| Хорунжий Михайло Васильович         | Одеська область           | Балтський                       | 305          | Голова виконкому Одеської обласної ради                                                                                             |                          |
| Хромичева Стефанія Йосипівна        | Івано-Франківська область | Городенківський                 | 173          | Голова колгоспу імені Івана Франка Городенківського району                                                                          |                          |
| Худолій Іван Петрович               | Вінницька область         | Вінницький міський              | 15           | Директор Вінницького хімічного комбінату імені Я. М. Свердлова                                                                      |                          |
| Царик Григорій Якович               | Київ                      | Печерський                      | 8            | Токар-лекальник Київського заводу «Арсенал»                                                                                         |                          |
| Цибко Людмила Михайлівна            | Хмельницька область       | Кам'янець-Подільський міський   | 411          | Швачка Кам'янець-Подільської швейної фабрики                                                                                        |                          |
| Цибулько Володимир Михайлович       | Донецька область          | Жовтневий                       | 98           | 1-й секретар Ждановського міського комітету КПУ                                                                                     |                          |
| Чебриков Віктор Михайлович          | Дніпропетровська область  | Інгулецький                     | 59           | 2-й секретар Дніпропетровського обласного комітету КПУ                                                                              |                          |
| Чемодуров Трохим Миколайович        | Кримська область          | Ялтинський                      | 220          | Голова виконкому Кримської обласної ради                                                                                            |                          |
| Червонюк Євген Іванович             | Харківська область        | Мереф'янський                   | 397          | Артист Харківського державного театру опери та балету імені Лисенка                                                                 |                          |
| Черемисов Микола Гаврилович         | Донецька область          | Новокраматорський               | 103          | Токар Новокраматорського машинобудівного заводу імені Леніна                                                                        |                          |
| Чернега Людмила Василівна           | Кіровоградська область    | Кіровоградський міський         | 200          | Токар Кіровоградського заводу «Червона Зірка»                                                                                       |                          |
| Чернявська Ольга Петрівна           | Чернівецька область       | Чернівецький-Ленінський         | 444          | Швачка-мотористка Чернівецької трикотажної фабрики № 2                                                                              |                          |
| Чиж Володимир Пилипович             | Дніпропетровська область  | Васильківський                  | 69           | 1-й заступник командувача військ Київського військового округу, генерал-полковник                                                   |                          |
| Чолавін Гаврило Іванович            | Львівська область         | Сокальський                     | 279          | Бригадир колгоспу «Україна» Сокальського району                                                                                     |                          |
| Чуркін Іван Кузьмич                 | Львівська область         | Червоноградський                | 266          | Бригадир бригади робітників очисного вибою шахти № 6 «Великомостівська» тресту «Червоноградвугілля»                                 |                          |
| Шалімов Олександр Олексійович       | Харківська область        | Вузівський                      | 373          | Директор Науково-дослідного інституту загальної і невідкладної хірургії                                                             |                          |
| Шапочка Лариса Олександрівна        | Дніпропетровська область  | Солонянський                    | 75           | Доярка колгоспу «Прогрес» Солонянського району                                                                                      |                          |
| Шатилова Віра Василівна             | Київ                      | Московський                     | 7            | Електромонтажниця Київського механічного заводу «Комуніст»                                                                          |                          |
| Швець Іван Трохимович               | Київ                      | Дніпровський                    | 2            | Ректор Київського державного університету імені Тараса Шевченка, академік АН УРСР                                                   |                          |
| Швидка Текля Олександрівна          | Київська область          | Сквирський                      | 195          | Ланкова колгоспу імені Куйбишева Сквирського району                                                                                 |                          |
| Шевель Георгій Георгійович          | Полтавська область        | Кобеляцький                     | 324          | Завідувач відділу пропаганди і агітації ЦК КПУ                                                                                      |                          |
| Шевченко Надія Дмитрівна            | Київська область          | Іванківський                    | 189          | Вчителька Іванківської середньої школи                                                                                              |                          |
| Шевченко Олександра Федорівна       | Київська область          | Києво-Святошинський             | 191          | Доярка радгоспу «Бучанський» Києво-Святошинського району                                                                            |                          |
| Шевченко Ольга Іванівна             | Чернігівська область      | Ічнянський                      | 459          | Доярка племзаводу «Тростянець» Ічнянського району                                                                                   |                          |
| Шелест Петро Юхимович               | Київ                      | Ленінський                      | 6            | 1-й секретар ЦК КПУ |                          |
| Шимчук Микола Максимович            | Волинська область         | Нововолинський                  | 39           | Бригадир робітників очисного вибою шахти № 5 «Нововолинська» тресту «Нововолинськвугілля»                                           |                          |
| Шолойко Анастасія Карпівна          | Чернігівська область      | Козелецький                     | 460          | Ланкова колгоспу імені Жданова Козелецького району                                                                                  |                          |
| Шпаковський Лев Костянтинович       | Дніпропетровська область  | Марганецький                    | 64           | Міністр побутового обслуговування населення УРСР                                                                                    |                          |
| Шульгін Микола Павлович             | Донецька область          | Центральний                     | 85           | 1-й секретар Донецького міського комітету КПУ                                                                                       |                          |
| Шульженко Борис Сергійович          | Донецька область          | Харцизький                      | 115          | 1-й заступник голови КДБ при Раді Міністрів УРСР, генерал-майор                                                                     | 4 червня 1970 помер      |
| Шупик Платон Лукич                  | Львівська область         | Старосамбірський                | 280          | Міністр охорони здоров'я УРСР |                          |
| Щербицький Володимир Васильович     | Дніпропетровська область  | Баглійський                     | 55           | Голова Ради Міністрів УРСР |                          |
| Юпко Лев Дмитрович                  | Запорізька область        | Запорізький-Шевченківський      | 157          | Директор Запорізького заводу «Запоріжсталь»                                                                                         |                          |
| Якубов Анатолій Михайлович          | Полтавська область        | Карлівський                     | 323          | 2-й секретар Полтавського обласного комітету КПУ                                                                                    |                          |
| Якубовський Іван Гнатович           | Київська область          | Білоцерківський міський         | 182          | Командувач військ Київського військового округа, генерал армії                                                                      |                          |
| Янковська Степанида Миколаївна      | Ровенська область         | Дубровицький                    | 339          | Ланкова колгоспу імені ХІХ партз'їзду Дубровицького району                                                                          |                          |
| Ярощук Юхим Арсентійович            | Волинська область         | Горохівський                    | 41           | Голова виконкому Волинської обласної ради                                                                                           |                          |
| Політицький Анатолій Петрович       | Кримська область          | Білогірський                    | 222          | Бригадир садівничої бригади колгоспу імені XXI з'їзду КПРС Білогірського району                                                     | 27 серпня 1967 дообрано  |
| Корж Микола Панасович               | Черкаська область         | Канівський                      | 436          | Голова виконкому Черкаської обласної ради                                                                                           | 7 січня 1968 дообрано    |
| Іщенко Олександр Іванович           | Сумська область           | Глухівський                     | 350          | 1-й секретар Сумського обласного комітету КПУ                                                                                       | 17 березня 1968 дообрано |
| Бездітко Андрій Павлович            | Харківська область        | Красноградський                 | 394          | Голова виконкому Харківської обласної ради                                                                                          | 26 січня 1969 дообрано   |
| Капто Олександр Семенович           | Харківська область        | Жовтневий                       | 375          | 1-й секретар ЦК ЛКСМУ | 25 травня 1969 дообрано  |
| Чалий Василь Опанасович             | Харківська область        | Залізничний                     | 376          | Машиніст тепловоза локомотивного депо імені Кірова станції Основа Харківської області                                               | 6 липня 1969 дообрано    |
| Братусь Василь Дмитрович            | Житомирська область       | Житомирський                    | 134          | Міністр охорони здоров'я УРСР | 20 липня 1969 дообрано   |
| Левицька Параска Іванівна           | Івано-Франківська область | Івано-Франківський міський      | 169          | Швачка Івано-Франківської фабрики художніх виробів імені Рози Люксембург                                                            | 28 вересня 1969 дообрано |
| Колотуха Яків Якович                | Івано-Франківська область | Калуський                       | 176          | Інспектор ЦК КПУ, секретар Президії Верховної Ради УРСР                                                                             | 18 жовтня 1970 дообрано  |
| Овчаренко Федір Данилович           | Донецька область          | Харцизький                      | 115          | Секретар ЦК КПУ | 18 жовтня 1970 дообрано  |